# Hepsetus akawo
Hepsetus akawo is een straalvinnige vissensoort uit de familie van de Afrikaanse snoekzalmen (Hepsetidae). De wetenschappelijke naam van de soort is voor het eerst geldig gepubliceerd in 2012 door Decru, Vreven & Snoeks.